# Männliche Prostitution
Als männliche Prostitution bezeichnet man die Ausübung sexueller Handlungen durch einen Mann gegen Entgelt.

## Arten und Verbreitung männlicher Prostitution
Männliche Prostitution richtet sich überwiegend an einen Kundenkreis von queeren, schwulen, bisexuellen und heterosexuellen Männern. Prostitution gegenüber einer weiblichen Kundschaft wird selten und zumeist anekdotisch beschrieben, international existiert das Phänomen der Bumsters, Love- oder Beachboys, die in Touristenzielen eine zumeist westliche, weibliche Kundschaft haben.  Männliche Prostituierte sind dabei zu einem bedeutenden Anteil heterosexuell, so ergab die Studie von Körner und Steffan 2020 einen Anteil von 25 % heterosexueller Male*Escorts, weitere 28 % betrachteten sich als bisexuell.
Die Forschung ist dabei durch ein vergleichsweise kleines und wenig erschlossenes Forschungsfeld behindert. Für lange Zeit kamen in einem Großteil der Studien zu Sexarbeit männliche Prostitution kaum vor. Werden beide Geschlechter berücksichtigt, fallen verschiedene Schwerpunktsetzungen auf: Gewalt gegen Prostituierte wird in Bezug auf männliche Prostitution wenig thematisiert, Prostitution bei Frauen eher als Zwang, bei Männern eher als Wahl dargestellt.
Aktuelle Studien geben für Deutschland einen Anteil von 8–12 % Männer in der Prostitution an. Diese wiederum betreiben die Prostitution überwiegend als Zusatzerwerb, nur ein Fünftel lebt ausschließlich von Sexarbeit. Zuverlässige Statistiken über die Zahl männlicher Prostituierten in Deutschland existieren nicht, in der sozialen Arbeit wird aufgrund der Beobachtungen aus der Szenearbeit von geschätzt über 12.000 männlichen Prostituierten ausgegangen. Der Anteil ausländischer Sexarbeiter in Deutschland wurde 2008 mit 65 % angegeben.
Das Phänomen der männlichen Prostitution für eine fast ausschließlich männliche Kundschaft wird seit langer Zeit beschrieben, bereits Magnus Hirschfeld weist 1913 darauf hin, weiter auf die Besonderheit, dass „die Zahl der homosexuell veranlagten männlichen Prostituierten gegenüber den Heterosexuellen relativ nur klein ist.“ Weitere Untersuchungen in den 1920er-Jahren ergaben ebenfalls, dass sich nur ungefähr ein Drittel der männlichen Prostituierten als homosexuell betrachtete.
Ebenso bereits bei Hirschfeld findet sich der Verweis auf die teils massiven Unterschiede bei männlichen Prostituierten in Bezug auf sozialen Status und materiellen Wohlstand bzw. Armut. Diese setzen sich bis heute mit der groben Unterscheidung zwischen „Callboys“ und „Strichern“ fort.

## Begriffsunterscheidungen
Für männliche Prostituierte haben sich verschiedene Begriffe etabliert. Sowohl „Callboy“ als auch „Stricher“ sind verbreitete Bezeichnungen mit jeweils eigenen Konnotationen. Dem „Callboy“ wird ein höherer sozialer Status, selbstbestimmte Wahl von Tätigkeit und Arbeitsort und in der Regel besserer Verdienst zugeschrieben, der „Stricher“ wird hingegen mit Armuts- oder Beschaffungsprostitution assoziiert, der in der Regel im öffentlichen Raum nachgegangen wird. Während die Begriffe auch in der sozialen Arbeit breite Verwendung finden, wird die Begrifflichkeit kritisiert, da keine ausreichende Trennschärfe vorliege. Seit den 1990er-Jahren wird der Terminus der „mann-männlichen Prostitution“ verwendet, alternativ wird von „männlicher Sexarbeit“ oder auch „Male*Escorts“ gesprochen, um u. a. transmännliche Prostituierte mit einzubeziehen.

### Callboy
Die Bezeichnung Callboy (eng. call, „anrufen“, und boy, „Junge“) selbst impliziert bereits höheren Status und professionellere Arbeitsweise: ein Callboy kann „angerufen oder auf anderem Wege angefragt werden, um es zu einer sexuell motivierten Verabredung kommen zu lassen. Diese Form des Kontaktes erfordert technische Voraussetzungen wie ein Telefon und/oder einen Computer mit Internetzugang, vor allem aber eine gut strukturierte persönliche Organisation.“ Entsprechend wird Callboys Professionalität, Zukunftsorientierung und ein Selbstverständnis als Dienstleistender zugeschrieben. Im Bereich der sozialen Arbeit werden sie zumeist als besser abgesichert sowie weniger von sozialen Problemlagen betroffen betrachtet. Kontakt- und Arbeitsorte sind „die eigene Wohnung, Clubs oder Appartements, Striptease-Lokale, bei Begleitagenturen, in der Pornobranche sowie bei einschlägigen Internetportalen“, dabei würden sie dem „Hochpreissektor“ in der Sexarbeit zugeordnet.
Diese Sichtweise wird kritisiert dahingehend, dass beispielsweise die Bereitschaft für sexuelles Risikoverhalten ebenso gegeben sein kann, weiter sei die Trennschärfe in Bezug auf Kontakt- und Arbeitsbereiche nicht mehr gegeben: „Ein Drittel derer, die über das Internet Kontakte anbahnen, nutzt hierfür auch gelegentlich oder regelmäßig Kneipen oder öffentliche Plätze und auch das Alter der Befragten beider Gruppen variiert stark und unterscheidet sich im Durchschnitt nur geringfügig voneinander.“ Fixemer schreibt die Unterscheidung zwischen Armuts-/Notlagenprostitution auf der einen und Callboys auf der anderen Seite den Medien zu. Er unterscheidet insbesondere nach Herkunfts- und Migrationsstatus. Eine Gruppe umfasst Sexarbeitende, die Sexarbeit „über einschlägige digitale Plattformen organisiert (z. B. Planetromeo.com, hungz.com, Grindr). Kund*innen werden an öffentlichen Orten, in Studios, Hotels oder Privatwohnungen empfangen bzw. besucht. Auch Abend- und Reisebegleitungen finden statt“. Diese bezeichnet er als „Sexarbeitende ohne Fluchterfahrung“. Die mit „Strichern“ assoziierte prekäre Lage betreffen ihm zufolge in erster Linie Sexarbeiter mit Migrations- und Fluchterfahrungen.

### Stricher
Als Stricher bezeichnet werden „männliche Jugendliche oder junge männliche Erwachsene, die der (meist mann-männlichen) Prostitution nachgehen“. Die Begriffsherkunft ist unklar, vermutlich jedoch abgeleitet vom „Strich“ als Bezeichnung für „informelle Treffpunkte bzw. Straßenabschnitte als Orte der anonymen sexuellen Begegnung“. Andere Bezeichnungen sind „Strichjunge“, „männlicher Prostituierter“, „Junge“, oder (veraltet) „Pupenjunge“. Die Abgrenzung zum Callboy wurde in der Vergangenheit zumeist an den Anbahnungsorten für Prostitution festgemacht: Stricher treffen ihre Kunden an öffentlichen Orten wie dem namensgebenden Straßenstrich, an Bahnhöfen und anderen öffentlichen Orten oder in Kneipen und Bars.
Während Stricher eine in Bezug auf Alter und sexuelle Orientierung heterogene Gruppe darstellen, ist ihnen eine gemeinsame, problematisierte Lebenssituation gemein: die soziale Arbeit begreift insbesondere die Stricher als problembelastete Gruppe. Sie werden diesbezüglich als Gegenteil des Callboys betrachtet und sind demnach „nicht nur im Hinblick auf die Professionalität, sondern auch in Bezug auf die (psycho-)sozialen, finanziellen und gesundheitlichen Aspekte von den „Callboys“ unterschieden und als Risikogruppe hergestellt.“ Diese problematischen Hintergründe umfassen beispielsweise Gewalterfahrungen, Erwerbs- oder Wohnungslosigkeit, Drogenabhängigkeit, Straffälligkeit oder psychische Probleme. Bei der Gruppe der Stricher mit Migrationshintergrund kommen aufenthalts-, arbeits- und sozialrechtliche Beschränkungen hinzu. Stricher sind in der Regel jung, der Einstieg in die Sexarbeit findet meist im jugendlichen Alter statt. Ältere Stricher sind aufgrund schlechter werdender Verdienstmöglichkeiten oft zu risikoreichem Sexualverhalten und Ausbeutungsverhältnissen bereit.
Die prekäre soziale Lage zwingt Stricher häufig dazu, „ihre Dienstleistungen in öffentlichen Räumen anzubieten, auszuhandeln und zu erbringen, etwa an Cruising-Orten wie öffentlichen Toiletten (Klappen, ggf. mit Öffnungen in den Kabinenwänden, sog. Glory Holes), Bahnhöfen und Parks.“ Bereits 2011 dokumentierte Rosa von Praunheim die gegenwärtige Situation von Strichern in Deutschland in seinem Dokumentarfilm Die Jungs vom Bahnhof Zoo für den RBB und NDR.
Beratungsstellen für Stricher sind zusammengeschlossen im Arbeitskreis der Facheinrichtungen für Sexarbeitende im deutschsprachigen Raum (AKSD). Alle angeschlossenen Einrichtungen bieten Beratungen zu sexuell übertragbaren Erkrankungen an, weiter Schulden- und Rechtsberatung sowie Unterstützung bei weiteren Alltagsproblemen. Die Arbeit findet in den jeweils spezialisierten Beratungsstellen sowie in aufsuchender Streetwork statt.

### Escort
Ein Escort (engl. escort, dt. Begleitung) ist im ursprünglichen, weiteren Sinne ein bezahlter Begleiter, etwa beim Restaurantbesuch oder zu gesellschaftlichen Anlässen. Gerade in Ländern, in denen Prostitution oder deren Anbahnung verboten ist, wird Prostitution unter dieser Bezeichnung angeboten. Offiziell bezahlt der Kunde nur dafür, dass der Escort Zeit mit ihm verbringt – sollte es dabei zu einvernehmlichen sexuellen Handlungen kommen, wird das als private Übereinkunft betrachtet. Im engeren Sinne ist „Escort“ im einschlägigen Umfeld ein Synonym für Prostitution/Prostituierte.

Für männliche Sexarbeiter wird in der sozialen Arbeit teilweise der Begriff der „Male*Escorts“ genutzt, um die als irreführend betrachtete Unterscheidung zwischen Strichern und Callboys zu vermeiden. Der AKSD bezeichnete seine (inzwischen eingestellte) Online-Beratungsplattform für Stricher als „info4escorts“. In der internationalen Forschung ist der Begriff male escort neben male sex worker insbesondere durch die 2017 und 2018 durchgeführten Male Escort Global Surveys (MEGS) als Sammelbezeichnung etabliert worden, obgleich diese bedingt durch die Methodologie der Untersuchung nur Escort-Angebote auf einschlägigen Online-Plattformen erfassen. Für Deutschland wurden im MEGS 2018 1252 Profile von Male Escorts gezählt, davon richteten sich 708 an Männer und 298 an Frauen oder Paare.

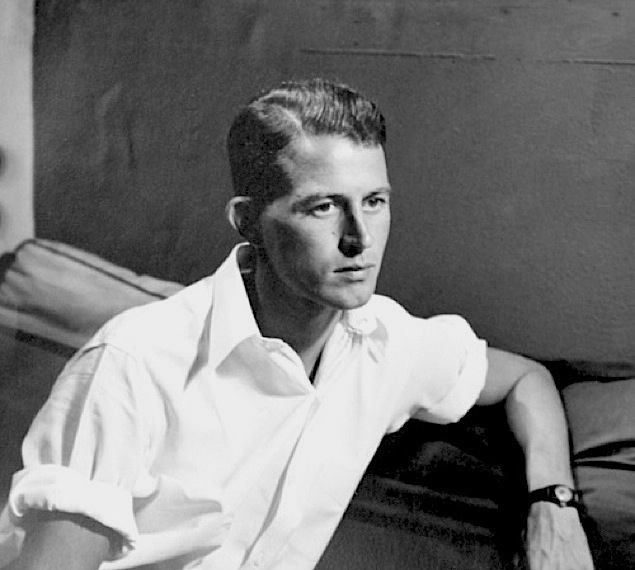
Denham Fouts, männlicher Prostituierter in den 1930er-Jahren

### Gigolo
Als Gigolo bezeichnete man im Deutschen hauptsächlich in den 1920er Jahren einen gewandten Tänzer und Unterhalter mit guten Manieren für allein ausgehende Damen (sogenannter Eintänzer). Die Bezeichnung war häufig eher abschätzig gemeint, stand aber nicht unbedingt im Zusammenhang mit Prostitution. Der Gigolo wurde im zeitgenössischen sentimentalen Erfolgsschlager Schöner Gigolo, armer Gigolo besungen (siehe auch: Schöner Gigolo, armer Gigolo, D 1978; Film mit David Bowie). Besonders das Hotel Adlon in Berlin war in den Jahren zwischen den Weltkriegen für seine Gigolos weltbekannt.
Im englischen Sprachgebrauch meint Gigolo dagegen stets einen männlichen Prostituierten. Im übertragenen Sinne kann mit Gigolo auch ein Angeber oder eitler Frauenheld gemeint sein, der Frauenbekanntschaften mit finanziellen Interessen verbindet. Die feminisierte Form Gigolette wird spöttisch für homosexuelle Gigolos verwendet.
In Deutschland wird der Begriff kaum noch gebraucht; vereinzelt bezeichnen sich junge Männer, die ihre Dienstleistungen (auch) Frauen gegenüber, z. B. in Tanzcafés bei Damenwahl, anbieten, noch als Gigolos.

## Lebensverhältnisse und rechtliche Situation
Die finanzielle und soziale Situation insbesondere der unter „Stricher“ oder „mann-männlichen Prostituierten mit Migrationshintergrund“ subsummierten Personen wird als größtenteils prekär beschrieben. Typische Gefährdungslagen umfassen
- fehlende Krankenversicherung sowohl im Herkunfts- und im Einreiseland
- keine oder prekäre Wohnmöglichkeit
- Überschuldung
- Drogenkonsum
- Fehlende soziale Netzwerke
- Selbstwertverlust, Identitätskrisen[13]

Das 2002 in Kraft getretene Gesetz zur Regelung der Rechtsverhältnisse von Prostituierten (ProstG) stärkte auch die Rechte männlicher Prostituierter in Deutschland. Sie können seitdem Entgelte für ihre Dienstleistungen einklagen, ihre Anstellung in einem Bordellbetrieb muss sozialversichert werden. Auch mit dem Gesetz zum Schutz von in der Prostitution tätigen Personen (ProstSchG) 2017 wurden männliche Sexarbeiter explizit mitadressiert und unter anderem dazu verpflichtet, sich als Sexarbeiter anzumelden sowie Gesundheitsberatungen wahrzunehmen. Häufig ist jedoch kein gültiger Aufenthaltsstatus vorhanden, das Gewerbe nicht angemeldet. Fixemer konstatiert, dass das ProstSchG „in keiner Weise zu ihrem Schutz oder einer Verbesserung ihrer Arbeits- und Lebenssituationen“ beiträgt, vielmehr seien neue Belastungen und Kriminalisierungen erfolgt, die Zielgruppe verstehe sich vom Gesetz als weder angesprochen noch berücksichtigt.
Die rechtliche Situation insbesondere migrantischer Stricher habe sich damit weiter verschärft. „Sexarbeitenden, die über keinen Aufenthaltsstatus oder keine Arbeitserlaubnis verfügen, ist damit die Tätigkeit in der Sexarbeit untersagt. Sind sie nicht angemeldet und werden bei der Ausübung der Tätigkeit polizeilich kontrolliert, drohen ihnen Bußgelder und ggf. aufenthaltsrechtliche Konsequenzen.“ In der Folge bewegen sich Beratungsstellen zwischen den unterschiedlichen Anforderungen, die die Klientel einerseits und die regulierenden Behörden andererseits stellen.